# Walancin Akudowicz
Walancin Wasiliewicz Akudowicz (biał. Валянцін Васільевіч Акудовіч; ur. 18 czerwca 1950 w Świsłoczy) – białoruski filozof-postmodernista, poeta, eseista i krytyk literacki. Od połowy lat 90. uznawany za kultową postać białoruskiego życia literackiego.

## Życiorys
W 1980 roku ukończył Instytut Literatury im. Gorkiego w Moskwie. Pracował jako ekspedytor w piekarni w Świsłoczy (1967–1968), tokarz i ślusarz w Mińskiej Fabryce Silników (1968–1969, 1970–1975). W latach 1969–1970 służył w armii. Następnie pracował w Domu Pionierów w Mińsku jako opiekun koła krajoznawczego (1980–1981). W latach 1986–1990 zastępca dyrektora Mińskiej Szkoły Turystyki. W latach 1991–1999 pracował w tygodniku „Kultura” jako redaktor działu, a potem zastępca redaktora naczelnego. Następnie (1999–2000) redaktor działu filozofii i literatury zagranicznej w piśmie „Krynica” oraz, przez pewien czas, w dzienniku „LiM”. Jednocześnie był zastępcą redaktora naczelnego pisma filozoficznego „Fragmenty”, wykładał w Kolegium Białoruskim (od 2001 roku). W latach 2004–2007 redaktor czasopisma filozoficznego „Pierekriostki” oraz kurator pisma literacko-filozoficznego „Pamiż”.
Jest autorem wielu publikacji o tematyce literackiej, kulturalnej i filozoficznej, w tym następujących książek: Miane niama. Rozdum na ruinach czaławieka (1998), Razburyc' Paryż, Wajna kulturau, Archipelag Biełarus', Biełarus' jak postmadernomy prajekt Boga, Metafizyka: situacyja roskwitu i sytuacyja zanjapadu, Dialogi z Bogam (wyd. pol. Dialogi z Bogiem, Kolegium Europy Wschodniej, Wrocław 2008), Kod adsutnasci.
Laureat wielu nagród m.in.: czasopism „LiM” (1993) i „Krynica” (1995), Białoruskiego Centrum Humanistycznego (1997), Białoruskiego PEN Klubu (2001), literackiej nagrody „Gliniany Wiales” (2007).